# فيري ساين
فيريساين (بالإنجليزية: Verisign)‏ هي شركة أمريكية مقرها في ريستون، فرجينيا، الولايات المتحدة الأمريكية التي تدير مجموعة متنوعة من البنية التحتية للشبكة، بما في ذلك اثنين من الإنترنت الصورة ثلاثة عشر خوادم الجذر، وسجل موثوق لل كوم، صافي، و.name عام نطاقات المستوى الأعلى و.CC و. التلفزيون نطاقات المستوى الأعلى لرمز البلد، وأنظمة الجهة الخلفية لل.jobs. محافظة، وايدو نطاقات المستوى الأعلى. تقدم Verisign أيضًا مجموعة من خدمات الأمان، بما في ذلك المدارة DNS، وتخفيف هجمات رفض الخدمة الموزعة (DDoS) والإبلاغ عن التهديدات الإلكترونية.
في عام 2010، باعت Verisign وحدة أعمال المصادقة الخاصة بها - والتي تضمنت شهادة طبقة مآخذ التوصيل الآمنة (SSL) والبنية التحتية للمفتاح العام (PKI) و Verisign Trust Seal و Verisign Identity Protection (VIP) - إلى Symantec مقابل 1.28 مليار دولار. توجت الصفقة بجهد متعدد السنوات من قبل شركة Verisign لتضييق نطاق تركيزها على البنية التحتية الأساسية ووحدات الأعمال الأمنية. سيمانتيك بيعها في وقت لاحق هذه الوحدة إلى DigiCert في عام 2017. وفي 25 أكتوبر 2018، NeuStar، وشركة. حصلت على عقود عملاء خدمة الأمان الخاصة بشركة VeriSign نقل الاستحواذ بشكل فعال رفض الخدمة الموزع لشركة Verisign Inc.حماية (DDoS)، وإدارة DNS، وجدار حماية DNS، وعقود عملاء خدمات DNS التكرارية القائمة على الرسوم.
أعلن المدير المالي السابق لشركة Verisign Brian Robins في أغسطس 2010 أن الشركة ستنتقل من موقعها الأصلي في Mountain View، كاليفورنيا، إلى Dulles في شمال فيرجينيا بحلول عام 2011 نظرًا لوجود 95% من أعمال الشركة على الساحل الشرقي. تم تأسيس الشركة في ولاية ديلاوير.

## تاريخ
تأسست شركة Verisign في عام 1995 كشركة منبثقة عن أعمال خدمات اعتماد RSA Security. حصلت الشركة الجديدة على تراخيص لبراءات اختراع التشفير الرئيسية التي تمتلكها RSA (من المقرر أن تنتهي صلاحيتها في عام 2000) واتفاقية غير تنافسية محدودة المدة. عملت الشركة الجديدة كمرجع مصدق (CA) وكانت مهمتها الأولية «توفير الثقة للإنترنت والتجارة الإلكترونية من خلال خدمات ومنتجات المصادقة الرقمية». قبل بيع أعمال الشهادات الخاصة بها إلى Symantec في عام 2010، كان لدى Verisign أكثر من 3 ملايين شهادة قيد التشغيل لكل شيء من الخدمات العسكرية إلى الخدمات المالية وتطبيقات البيع بالتجزئة، مما يجعلها أكبر CA في العالم.
في عام 2000، استحوذت Verisign على Network Solutions، التي تدير.with .net و.org TLDs بموجب اتفاقيات مع شركة الإنترنت للأسماء والأرقام المخصصة (ICANN) ووزارة التجارة الأمريكية. شكلت وظائف التسجيل الأساسية هذه الأساس لقسم التسمية في Verisign، والذي أصبح بحلول ذلك الوقت أكبر وأهم وحدة أعمال في الشركة. في عام 2002، وجهت إلى شركة Verisign تهمة انتهاك قانون الأوراق المالية. قامت Verisign بتجريد شركة Network Solutions بالتجزئة (مسجل اسم النطاق) في عام 2003، مع الاحتفاظبوظيفة تسجيل اسم المجال (الجملة) باعتبارها الأعمال الأساسية لعناوين الإنترنت.
بالنسبة للسنة المنتهية في 31 ديسمبر 2010، أبلغت شركة Verisign عن إيرادات قدرها 681 مليون دولار أمريكي، بزيادة 10% من 616 مليون دولار أمريكي في عام 2009. تدير شركة Verisign شركتين، هما خدمات التسمية، والتي تشمل تشغيل نطاقات المستوى الأعلى والبنية التحتية الحيوية للإنترنت، وخدمات استخبارات الشبكة والتوافر (NIA)، والتي تشمل تخفيف DDoS وإدارة DNS واستخبارات التهديدات.
في 9 أغسطس 2010، أكملت Symantec ما يقرب من 1.28 مليار دولار من استحواذها على أعمال المصادقة الخاصة بشركة Verisign، بما في ذلك خدمات شهادة طبقة مآخذ التوصيل الآمنة (SSL) وخدمات البنية التحتية للمفتاح العام (PKI) وخدمات Verisign Trust و Verisign Identity Protection (VIP) خدمة المصادقة، والحصة الأكبر في شركة Verisign Japan. توجت الصفقة بجهد متعدد السنوات من قبل شركة Verisign لتضييق نطاق تركيزها على البنية التحتية الأساسية ووحدات الأعمال الأمنية. بعد الجدل المستمر بشأن معالجة Symantec للتحقق من صحة الشهادة، والتي بلغت ذروتها في Google غير الموثوقة بشهادات Symantec الصادرة في متصفح الويب Chrome، باعت Symantec هذه الوحدة إلى DigiCertفي عام 2017 مقابل 950 مليون دولار.
انخفض سعر سهم Verisign في أوائل عام 2014، مع تسريع إعلان الحكومة الأمريكية أنها «ستتخلى عن الإشراف على نظام تسمية نطاقات الإنترنت لكيان غير حكومي». في نهاية المطاف، اختارت ICANN مواصلة دور VeriSign بصفتها المشرف على منطقة الجذر ودخل الاثنان في عقد جديد في عام 2016.

## خدمات التسمية
تم إنتاج رمز الأمان بواسطة Verisign
يتمثل العمل الأساسي لشركة Verisign في قسم خدمات التسمية. يقوم القسم بتشغيل سجلات أسماء النطاقات الموثوقة لاثنين من أهم نطاقات المستوى الأعلى على الإنترنت.com و.net. بل هو أيضا مشغل السجل التعاقد ل.name و. محافظة نطاقات المستوى الأعلى وكذلك نطاقات المستوى الأعلى رمز البلد.cc (جزر كوكوس) و.tv (توفالو). بالإضافة إلى ذلك، تعد Verisign هي المقاول الفني الأساسي من الباطن لشركة.edu ووظائف نطاقات المستوى الأعلى لمشغلي السجلات الخاصة بهم، وهي منظمات غير ربحية؛ في هذا الدور، تحتفظ Verisign بملفات المنطقة لهذه المجالات المحددة وتستضيف المجالات من خوادم المجال الخاصة بها. مشغلو السجل هم «تجار الجملة» لأسماء نطاقات الإنترنت، بينمايعمل مسجلي أسماء النطاقات كـ «تجار التجزئة»، ويعملون مباشرة مع المستهلكين لتسجيل عنوان اسم المجال.
تدير Verisign أيضًا اثنين من ثلاثة عشر «خادمًا جذريًا» للإنترنت يتم تحديدهما بواسطة الأحرف AM (تشغل Verisign خوادم الجذر "A" و "J"). تشكل الخوادم الجذرية الجزء العلوي من نظام اسم المجال الهرمي الذي يدعم معظم اتصالات الإنترنت الحديثة. تنشئ Verisign أيضًا ملف منطقة الجذر المعترف به عالميًا وهي مسؤولة أيضًا عن معالجة التغييرات في هذا الملف بمجرد أن تطلبها ICANN عبر IANA واعتمادها من قبل وزارة التجارة الأمريكية. تم توزيع التغييرات التي تم إجراؤها على منطقة الجذر في الأصل عبر خادم الجذر A، ولكن يتم الآن توزيعها على جميع الخوادم الثلاثة عشر عبر نظام توزيع منفصل تحتفظ به شركة Verisign. Verisign هي الوحيدة من بين 12 مشغل خادم جذر لتشغيل أكثر من خادم واحد من ثلاثة عشر خادمًا جذريًا. خادما الجذر A و J هما " anycasted " ولم يعدا يعملان من أي من مراكز البيانات الخاصة بالشركة كوسيلة لزيادة التكرار والتوافر والتخفيف من تهديد نقطة واحدة من الفشل. في عام 2016، أنهت وزارة التجارة دورها في إدارة DNS للإنترنت ونقل السيطرة الكاملة إلى ICANN. في حين أن هذا أثر سلبيًا في البداية على أسهم VeriSign، اختارت ICANN في النهاية التعاقد مع Verisign لمواصلة دورها بصفتها مشرفًا على منطقة الجذر.
يعود تاريخ قسم خدمات التسمية في VeriSign إلى عام 1993 عندما حصلت Network Solutions على عقد من قبل National Science Foundation لإدارة وتشغيل الجانب المدني من عمليات تسجيل اسم نطاق الإنترنت. [22]كانت Network Solutions هي المُسجل الوحيد لجميع نطاقات المستوى الأعلى العامة غير الحكومية على الإنترنت حتى عام 1998 عندما تم إنشاء ICANN وتم تنفيذ النظام الجديد للمسجلين التنافسيين. نتيجة لهذه السياسات الجديدة، قسمت Network Solutions نفسها إلى قسمين. تم إنشاء قسم تسجيل NSI لإدارة السجلات الرسمية التي ستظل الشركة تعمل بها وتم فصلها عن أعمال المسجل التي تواجه العملاء والتي يجب أن تتنافس مع المسجلين الآخرين. تم تقسيم الأقسام جغرافيًا حتى مع انتقال NSI Registry من مقر الشركة في هيرندون، فيرجينيا، إلى دولس، فيرجينيا القريبة. في عام 2000، قامت VeriSign بشراء Network Solutions لتتولى دورها في إنترنت DNS. أصبح قسم التسجيل في NSI في النهاية "VeriSign"s قسم خدمات التسمية بينما تم بيع ما تبقى من Network Solutions لاحقًا بواسطة Verisign في 2003 إلى Pivotal Equity Group.

## خصائص الشركة
بعد بيع قسم خدمات المصادقة في عام 2010، انتقلت شركة Verisign من مقرها الرئيسي السابق في ماونتن فيو، كاليفورنيا، إلى المقر الرئيسي لقسم التسمية في ستيرلنج، فيرجينيا (مقر NSI Registry في الأصل). بدأت Verisign التسوق في ذلك العام للحصول على منزل دائم جديد بعد فترة وجيزة من الانتقال. وقعوا عقد إيجار 12061 Bluemont Way في Reston، مقر Sallie Mae السابق، في عام 2010 وقرروا شراء المبنى في سبتمبر 2011. ومنذ ذلك الحين أنهوا عقد إيجار مساحتهم الحالية في مبنيين في مركز ليكسايد @ لودون للتكنولوجيا. أكملت الشركة نقلها في نهاية نوفمبر 2011. ويقع المقر الرئيسي الجديد في Reston Town Centerالتي أصبحت مركزًا تجاريًا وتجاريًا رئيسيًا للمنطقة. بالإضافة إلى مقرها الرئيسي في Reston، تمتلك Verisign ثلاثة خصائص لمركز البيانات. واحد في 22340 شارع دريسدن في دالاس، فيرجينيا ليس بعيدًا عن مقر الشركة (داخل مجمع برود رن تكنولوجي الكبير)، وواحد في 21 بولدن سيركل في نيو كاسل، ديلاوير، والثالث في فريبورغ، سويسرا. يتم عكس مراكز البيانات الثلاثة الخاصة بهم بحيث يكون لأي كارثة في أحد مراكز البيانات تأثير ضئيل على العمليات. تستأجر Verisign أيضًا جناحًا مكتبيًا في وسط مدينة واشنطن العاصمة على شارع K حيث يقع مكتب العلاقات الحكومية الخاص بها. كما أن لديها مساحة خادم مؤجرة في العديد من مراكز بيانات الإنترنت حول العالم حيث توجد مواقع تحليل كوكبة DNS، ومعظمها في مرافق التناظر عبر الإنترنت الرئيسية. أحد هذه المرافق فيEquinix Ashburn Datacenter في أشبورن، فيرجينيا، أحد أكبر مراكز البيانات ومراكز نقل الإنترنت في العالم.

## الخلافات

### 2001: خطأ في شهادة توقيع الكود
في يناير 2001، أصدرت Verisign عن طريق الخطأ شهادتي توقيع رمز من الفئة 3 لفرد يدعي أنه موظف في Microsoft. لم يتم اكتشاف الخطأ ولم يتم إلغاء الشهادات إلا بعد أسبوعين خلال عملية تدقيق روتينية. نظرًا لأن شهادات توقيع رمز Verisign لا تحدد نقطة توزيع قائمة إبطال الشهادات، لم يكن هناك طريقة ليتم اكتشافها تلقائيًا على أنها تم إبطالها، مما يعرض عملاء Microsoft للخطر. اضطرت مايكروسوفت لاحقًا إلى إصدار تصحيح أمان خاص لإلغاء الشهادات وتمييزها على أنها احتيالية.

### 2002: دعوى قضائية لنقل ملكية النطاق
في عام 2002، تم رفع دعوى قضائية ضد شركة Verisign بتهمة اغتصاب النطاق - نقل المجالات من المسجلين الآخرين إلى أنفسهم من خلال جعل المسجلين يعتقدون أنهم كانوا مجرد تجديد اسم المجال الخاص بهم. على الرغم من أنه تم العثور على أنهم لم يخالفوا القانون، فقد مُنعوا من الإشارة إلى أن النطاق على وشك الانتهاء أو الادعاء بأن عملية النقل كانت في الواقع تجديدًا.

### 2003: القضية القانونية Site Finder
في سبتمبر 2003، قدمت Verisign خدمة تسمى Site Finder، والتي أعادت توجيه متصفحات الويب إلى خدمة بحث عندما حاول المستخدمون الانتقال إلى موقع غير موجود.com أوأسماء النطاقات.net. أكدت ICANN أن Verisign قد تجاوزت شروط عقدها مع وزارة التجارة الأمريكية، والذي يمنح في جوهره Verisign الحق في تشغيل DNS لـ.com و.net، و Verisign بإغلاق الخدمة. بعد ذلك، رفعت شركة Verisign دعوى قضائية ضد ICANN في فبراير 2004، سعيًا للحصول على توضيح بشأن الخدمات التي يمكن أن تقدمها في سياق عقدها مع ICANN. تم نقل المطالبة من المحكمة الفيدرالية إلى محكمة ولاية كاليفورنيا في أغسطس 2004. في أواخر عام 2005، أعلنت شركة Verisign و ICANN عن تسوية مقترحة حددت عملية لتقديم خدمات التسجيل الجديدة في.com. الوثائق المتعلقة بهذه التسويات متاحة على موقع ICANN.org. يوثق أرشيف القائمة البريدية لتعليقات ICANN [28] بعض الانتقادات التي أثيرت بشأن التسوية. بالإضافة إلى ذلك، شاركت Verisign فيمادة sex.com التي تقررها الدائرة التاسعة.

### 2003: يستسلم حسنى نطاق
تمشيا مع ميثاق ICANN لتقديم المنافسة إلى سوق أسماء النطاقات، وافقت Verisign على التخلي عن عملها نطاق المستوى الأعلى.org في عام 2003 مقابل استمرار عقد التشغيل.com، والذي كان يضم في ذلك الوقت أكثر من 34 مليون عنوان مسجل.

### 2005: يحتفظ صافي نطاق
في منتصف عام 2005، العقد الحالي لتشغيل.net منتهية الصلاحية وخمس شركات، من بينها شركة Verisign، قدمت عطاءات لإدارتها. قامت شركة Verisign بتجنيد العديد من شركات تكنولوجيا المعلومات والاتصالات الثقيلة بما في ذلك Microsoft و IBM و Sun Microsystems و MCI وغيرها، لتأكيد أن شركة Verisign لديها سجل تشغيل مثالي.net. اقترحوا Verisign مواصلة إدارة.net DNS نظرًا لأهميته الحاسمة باعتباره المجال الكامن وراء العديد من خدمات الشبكة «الأساسية». وقد ساعدت شركة Verisign أيضًا في حقيقة أن العديد من مقدمي العروض الآخرين كانوا مقيمين في الخارج، مما أثار مخاوف في دوائر الأمن القومي. في 8 يونيو 2005، أعلنت ICANN أن شركة Verisign قد تمت الموافقة عليها للعمل.net حتى 2011. مزيد من المعلومات حولعملية المزايدة.net متاحة في ICANN. [30] في 1 يوليو 2011، أعلنت ICANN أنه تم تمديد موافقة VeriSign لتشغيل.net ست سنوات أخرى، حتى عام 2017. [31]

### 2010: الجدل حول خرق البيانات والكشف عنها
في فبراير 2012، كشفت Verisign أن أمان شبكتها قد تم اختراقه بشكل متكرر في عام 2010. صرحت Verisign أن الخرق لم يؤثر على نظام اسم المجال (DNS) الذي تحتفظ به، لكنها لن تقدم تفاصيل حول فقدان البيانات. تم انتقاد Verisign على نطاق واسع لعدم الكشف عن الخرق في وقت سابق ومحاولة إخفاء الأخبار على ما يبدو في أكتوبر 2011 SEC طلب.
نظرًا لنقص التفاصيل التي قدمتها Verisign، لم يكن من الواضح ما إذا كان الانتهاك قد أثر على أعمال توقيع الشهادة، التي حصلت عليها Symantec في أواخر عام 2010. وفقًا لأوليفر لافري، مدير الأمن والبحث في nCircle «هل يمكننا الوثوق في أي موقع يستخدم شهادات SSL من Verisign؟ بدون مزيد من الوضوح، فإن الإجابة المنطقية هي لا».

### 2010: ضبط نطاق موقع الويب
في 29 نوفمبر 2010، أصدرت إدارة الهجرة والجمارك الأمريكية (US ICE) أوامر مصادرة ضد 82 موقعًا على شبكة الإنترنت معكوم عناوين الإنترنت التي تم الإبلاغ عنها للمشاركة في البيع غير المشروع وتوزيع السلع المقلدة. كمشغل تسجيل لـ.com، نفذت Verisign عمليات الإزالة المطلوبة لـ 82 موقعًا بموجب أمر من تطبيق القانون. ذكرت InformationWeek أن «Verisign ستقول فقط أنها تلقت أوامر محكمة مختومة توجه إجراءات معينة يجب اتخاذها فيما يتعلق بأسماء نطاقات محددة». تمت الإشارة إلى إزالة 82 موقعًا على أنها حافز لإطلاق «مشروع Dot-P2P» من أجل إنشاء خدمة DNS لامركزية بدون مشغلي التسجيل المركزيين. بعد اختفاء ويكيليكس خلال الأسبوع التالي [39] وانتقاله القسري إلى wikileaks.ch، وهو مجال سويسري، ومؤسسة Electronic Frontier Foundationحذر من مخاطر وجود أجزاء رئيسية من البنية التحتية للإنترنت مثل ترجمة اسم DNS تحت سيطرة الشركة.

### 2012: مصادرة مجال موقع الويب
في مارس 2012، أعلنت الحكومة الأمريكية أن لها الحق في الاستيلاء على أي نطاقات تنتهي بـ.com و.net و.cc و.tv و.name و. org لأن الشركات التي تدير المجالات موجودة في الولايات المتحدة. يمكن لحكومة الولايات المتحدة الاستيلاء على المجالات التي تنتهي بـ.com و.net و.cc و.tv و.name من خلال تقديم أمر محكمة على VeriSign، التي تدير هذه المجالات. تتم إدارة نطاق.org بواسطة سجل المصلحة العامة غير الربحي ومقره فرجينيا. في مارس 2012، أغلقت Verisign موقع المراهنات الرياضية Bodog.com بعد تلقي أمر من المحكمة، على الرغم من تسجيل اسم المجال لشركة كندية.